# Chelonaplysilla psammophila
Chelonaplysilla psammophila is een sponssoort in de taxonomische indeling van de gewone sponzen (Demospongiae). Het lichaam van de spons bestaat uit kiezelnaalden en sponginevezels, en is in staat om veel water op te nemen. 
De spons behoort tot het geslacht Chelonaplysilla en behoort tot de familie Darwinellidae. De wetenschappelijke naam van de soort werd voor het eerst geldig gepubliceerd in 1928 door Topsent.